# Tanner Houck
Tanner Lee Houck (* 29. Juni 1996 in East St. Louis, Illinois, USA) ist ein professioneller US-amerikanischer Baseballspieler auf der Position des Pitchers. Er spielt für die Boston Red Sox in der Major League Baseball (MLB). Houck wurde von den Red Sox in der ersten Runde an 24. Position des MLB-Draft 2017 ausgewählt. Bei einer Größe von 1,96 m wiegt er ca. 100 kg und wirft und schlägt rechtshändig.

## Karriere als Amateur
Houck besuchte die Collinsville High School in Collinsville, Illinois. Er wurde von den Toronto Blue Jays in der 12. Runde des MLB-Drafts 2014 gedraftet, unterschrieb aber nicht und besuchte die University of Missouri, um College-Baseball zu spielen. Als Studienanfänger in Missouri im Jahr 2015 spielte Houck 15 Spiele als Starter und erzielte dabei eine Win-Loss-Bilanz von 8–5 mit einem ERA von 3,49, 91 „Strike“outs und nur 12 Walks in 100,2 Innings. Als Sophomore begann Houck 15 Spiele und wurde 5–6 mit einem 2,99 ERA und 106 Strikeouts.

## Profikarriere
Houck wurde im MLB-Draft 2017 von den Boston Red Sox an 24. Position in der ersten Runde ausgewählt. Er unterschrieb am 21. Juni 2017 und wurde den Class A Short Season Lowell Spinners zugewiesen, wo er die gesamte Saison verbrachte und eine 0–3-Bilanz mit einem ERA von 3,63 in 22 1⁄3 Innings erzielte. Im Jahr 2018 spielte er bei den Class A-Advanced Salem Red Sox, wo er in 23 Starts eine 7–11-Bilanz mit einem 4,24 ERA aufstellte.
Im Jahr 2019 begann er bei den Double-A Portland Sea Dogs und wurde am 13. Juli zu den Triple-A Pawtucket Red Sox befördert. Insgesamt war Houck im Jahr 2019 8–6 mit einem 4,01 ERA und 107 Strikeouts in 107 2⁄3 Innings. Nach der regulären Saison 2019 absolvierte Houck sechs Starts für die Peoria Javelinas in der Arizona Fall League.

### Boston Red Sox

#### 2020
In der mit Verspätung beginnenden MLB-Saison 2020 gewann Houck am 15. September sein MLB-Debüt gegen die Miami Marlins, wobei er in fünf Innings zwei Hits und keine Runs zuließ und gegen sieben Schlagmänner einen Strikeout erzielte. Diese Strikeouts führten dazu, dass Houck 700 Dollar an seine Wohltätigkeitsorganisation Pitch for Adoption spendete, da er sich vor dem Spiel verpflichtet hatte, für jeden Strikeout 100 Dollar zu spenden. Als Houck ein Neuling in der High School war, adoptierte seine Familie ein 4-jähriges Mädchen, was ihn dazu bewegte, sich für die Adoption einzusetzen. Houck war erst der vierte Spieler in der Geschichte der Red Sox, der in einem MLB-Debüt sieben oder mehr Strikeouts erzielte und keine Runs zuließ. In seinem zweiten Spiel gegen die New York Yankees am 20. September ließ er bis zum sechsten Inning keinen Hit zu und verließ das Spiel nach diesem Inning, nachdem er den Yankees nur einen Hit und einen „Unearned Run“ zugestanden hatte. Insgesamt kam Houck bei den Red Sox 2020 in drei Spielen zum Einsatz (alles Starts) und erzielte eine Bilanz von 3–0 mit einem ERA von 0,53 und 21 Strikeouts in 17 Innings. Nach der Saison 2020 wurde Houck vom Sportmagazin Baseball America als Nummer acht der Red Sox-Prospects (Nachwuchsspieler) eingestuft.

#### 2021
Houck begann die Saison 2021 in Bostons aktivem Kader; er verlor einen Start und machte einen Relief-Auftritt, bevor er am 7. April an den alternativen Trainingsort des Teams beordert wurde. Am 18. April wurde er zurückberufen, um ein Spiel eines Doubleheaders gegen die Chicago White Sox zu beginnen, wobei er eine Niederlage hinnehmen musste. Am 16. Juli wurde Houck erneut von den Red Sox zurückbeordert und erzielte an diesem Abend seinen ersten Save (die erfolgreiche Aufrechterhaltung der bestehenden Führung beim Einsatz als Relief Pitcher) in der Major League, als er die letzten drei Innings eines 4–0-Sieges gegen die Yankees in der Bronx warf. Im Juli und August wurde er mehrmals zu den Triple-A Worcester Red Sox optioniert und von dort zurückgerufen. Insgesamt kam Houck in der regulären Saison in 18 Spielen (13 Starts) für Boston zum Einsatz und erzielte dabei eine Bilanz von 1–5 mit einem ERA von 3,52; in 69 Innings warf er 87 Batter aus.

#### 2022
Zu Beginn der Saison 2022 musste Houck auf Spiele in Kanada gegen die Toronto Blue Jays verzichten, da er die für die Einreise vorgeschriebene COVID-19-Impfung nicht nachweisen konnte. Dies hatte direkte Auswirkungen auf sein Gehalt sowie die anrechenbare Spielzeit, nach der beispielsweise der Anspruch auf Free Agency berechnet wird. Am 9. August wurde Houck wegen einer Entzündung im unteren Rückenbereich auf die Verletztenliste gesetzt. Am 3. September gab Red Sox-Manager Alex Cora bekannt, dass Houck am Ende der Saison am Rücken operiert werden würde.

## Internationale Laufbahn
Im Sommer 2015 spielte Houck für die College-Nationalmannschaft der Vereinigten Staaten. Gegen Kuba warfen Houck, A. J. Puk und Ryan Hendrix gemeinsam einen No-Hitter.
Im Oktober 2019 wurde Houck für die Baseball-Nationalmannschaft der Vereinigten Staaten für das WBSC Premier12-Turnier 2019 ausgewählt.